# Frida Andreasson
Frida Andreasson (* 19. Mai 1980) ist eine schwedische Badmintonspielerin. 

## Karriere
Frida Andreasson gewann 2002 die Norwegian International im Mixed mit Jörgen Olsson. 2003 und 2004 wurde sie mit ihm auch schwedischer Meister. 2003 siegten beide ebenfalls bei den French Open und den Polish International. Bei den Spanish International 2003 wurden sie Zweite.

## Sportliche Erfolge
| Saison    | Veranstaltung                     | Disziplin   | Platz | Name                                                |
| --------- | --------------------------------- | ----------- | ----- | --------------------------------------------------- |
| 1995/1996 | Schweden: Einzelmeisterschaft U17 | Mixed       | 1     | Nathan Jakubovic / Frida Andreasson (Göteborgs BK)  |
| 2002      | Norwegian International           | Mixed       | 1     | Jörgen Olsson / Frida Andreasson                    |
| 2002      | Norwegian International           | Damendoppel | 1     | Frida Andreasson / Lina Uhac                        |
| 2002/2003 | Schweden: Einzelmeisterschaft     | Mixed       | 1     | Jörgen Olsson / Frida Andreasson (Göteborgs BK)     |
| 2003      | Weltmeisterschaft                 | Mixed       | 33    | Jörgen Olsson / Frida Andreasson                    |
| 2003      | Polish International              | Mixed       | 1     | Jörgen Olsson / Frida Andreasson                    |
| 2003      | French Open                       | Mixed       | 1     | Jörgen Olsson / Frida Andreasson                    |
| 2003      | Spanish International             | Mixed       | 2     | Jörgen Olsson / Frida Andreasson                    |
| 2003/2004 | Schweden: Einzelmeisterschaft     | Damendoppel | 1     | Johanna Persson / Frida Andreasson (Täby BMF / GBK) |